# Ether (kemi)
 For alternative betydninger, se Æter. (Se også artikler, som begynder med Æter)
En ether (Kemisk Ordbog) (ældre stavemåde æter) er en organisk kemisk forbindelse der, som minimum, indeholder to kulstofatomer og et iltatom. Begge kulstofatomerne er bundet til det samme iltatom, og den generelle formel for en ether er R-O-R, hvor R-grupperne er alkyl- eller phenylgrupper. Den simpleste mulige ether har således molekylformlen C2H6O.

## Fremstilling
Ethere dannes ved kondensation af to alkoholer, hvorved der frigives vand. En typisk metode er at koge alkoholer ved 140 °C med svovlsyre.

## Fysiske egenskaber
Ethere ligner alkoholer, men da de ikke indeholder en OH-gruppe kan de ikke danne hydrogenbindinger med andre ethermolekyler. Det betyder at ethere er mere flygtige og har lavere kogepunkt end de isomere alkoholer. Ethere er mere hydrofobe end estere og amider som har lignende strukturer.
Da bindingsvinklen for C-O-C-delen ikke er 180 grader, men 110 grader, er ethermolekylet ikke lineært. Det betyder at ethere har et lille dipolmoment. For diethylether er dette dipolmoment 1,18 D, mens det, til sammenligning, er 1,8 D for vand. Derfor har mange ethere en vis grad af opløselighed i vand, da ethernes iltatomer kan deltage i hydrogenbindinger med vandets brintatomer. Ligeledes kan de deltage i hydrogenbindinger med andre stoffer der indeholder brintatomer bundet til elektronegative atomer (såsom oxygen og nitrogen), og derfor kan ethere opløse mange mere eller mindre polære stoffer.
Mange ethere er relativt inerte, dvs. de reagerer sjældent med andre forbindelser, og af denne grund benyttes de ofte som opløsningsmidler. Eksempler herpå er dietylether og tetrahydrofuran (THF).

## Anvendelser
Dietylether (ofte blot kaldet ether) har tidligere været anvendt som bedøvelsesmiddel.
Blev indtil slutningen af 1800-tallet også brugt som kølemiddel men blev erstattet af ammoniak af Carl von Linde.
Dimethylether (DME) kan benyttes som brændstof i køretøjer. DME kan i storskala laves ud fra fossile energikilder og biomasse (citat fra Ingeniøren). Sidstnævnte gør, at DME kan få en øget udbredelse som "grønt brændstof".
Det var i ældre tider en vigtigt komponent i lægemidlet hoffmannsdråber.

## Nomenklatur
Ethere navngives efter hvilke alkylgrupper der sidder på iltatomet, efterfulgt af betegnelsen 'ether'. Alkylgrupperne nævnes i alfabetisk rækkefølge, og hvis de er ens benyttes præfixet 'di'.
Eksempler:
- En ether der har 2 methylgrupper bundet til iltatomet hedder: dimethylether
- En ether der har en ethylgruppe og en propylgruppe bundet til iltatomet hedder: ethylpropylether